# Christian Heinrich (Fußballspieler)
Christian Heinrich (* 13. Januar 1996) ist ein deutscher Fußballspieler.

## Karriere
Heinrich wechselte 2013 von der TSG Backnang, deren Kapitän er in der B-Jugend war, zur SG Sonnenhof Großaspach. 2014 rückte der Innenverteidiger von der A-Jugend offiziell in die Reservemannschaft auf, kam aber auch weiterhin regelmäßig im Jugendbereich zum Einsatz. Am 24. Februar 2015 gab Heinrich per Einwechslung im Drittligaspiel gegen die SpVgg Unterhaching sein Pflichtspieldebüt in der ersten Mannschaft, als er beim Stand von 1:4 von Uwe Rapolder eingewechselt wurde. Nachdem er in der Hinrunde der Saison 2015/16 ohne Einsatz bei den Profis geblieben war, wurde er für die Rückrunde an den Oberligisten SGV Freiberg verliehen. Nach der Leihe wurde er von den Feribergern fest verpflichtet.
Bereits in der folgenden Winterpause verließ er den in die Verbandsliga Baden abgestiegenen Klub wieder, um ein Studium in Heidelberg zu beginnen, dort schloss er sich dem Ligakonkurrenten SG Heidelberg-Kirchheim an. Im Sommer 2018 wechselte er erneut ligaintern zum FV Fortuna Heddesheim.